# Emma Frans

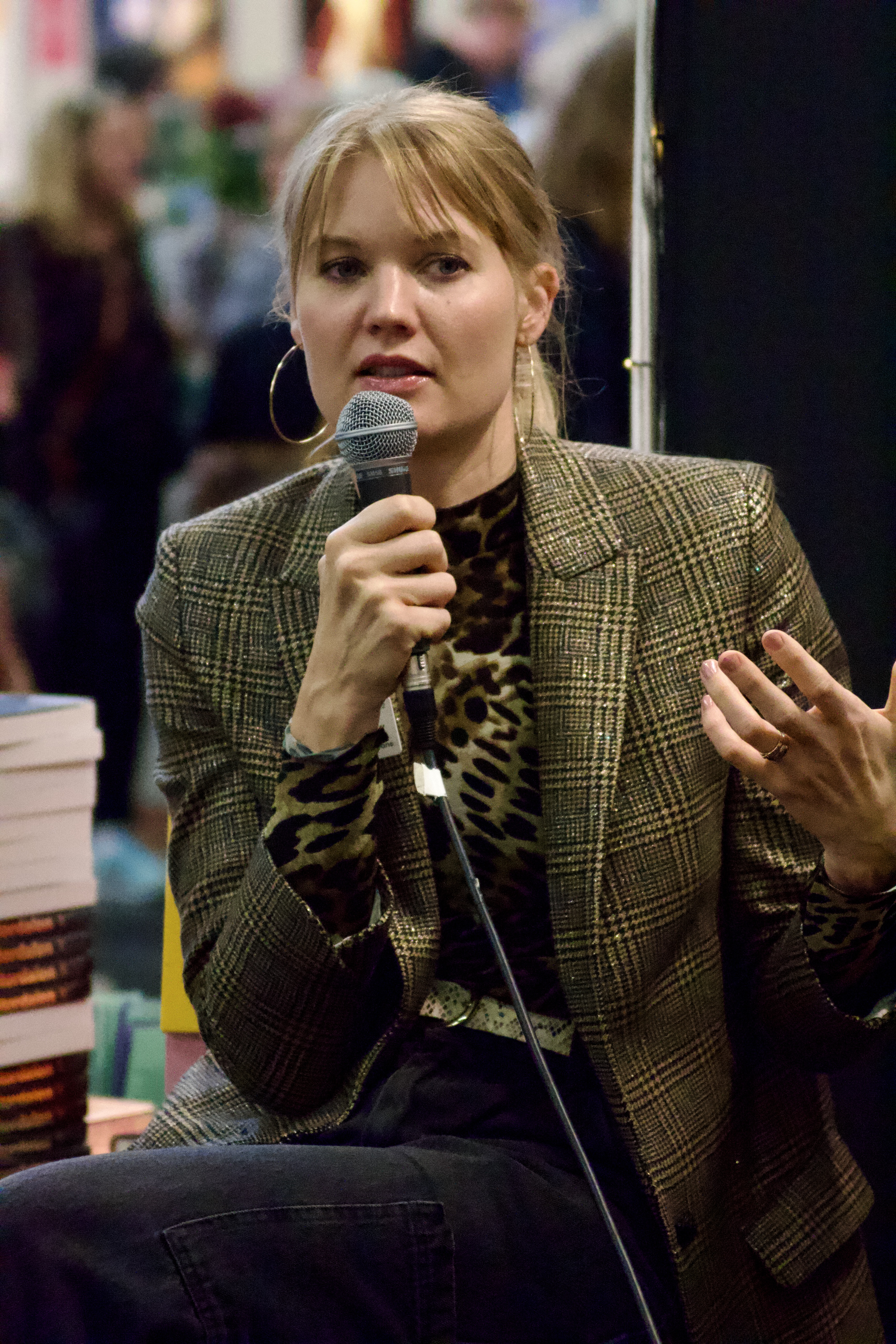
Emma Frans på Bokmässan 2022

Emma Maria Frans, född 15 december 1981 i Uppsala, är en svensk medicinsk forskare och programledare. 
Hon har skrivit artikelserien Vetenskapskollen i Svenska Dagbladet där hon granskar sanningshalten och vetenskapligheten bakom sensationella nyheter och populär forskning. Hon kommenterar undermåligt belagd vetenskap och sensationella nyheter på Twitter.

## Biografi
Emma Frans växte upp i Uppsala och började tidigt att intressera sig för hur kroppen och psyket fungerar. Hennes föräldrar är psykologer, vilket enligt henne själv kan ha påverkat hennes intresse för det konkreta och kvantifierbara. Hon gick i skolan vid Uppsala Musikklasser och studerade sedan biomedicin vid Uppsala universitet. Hon disputerade 2013 på Karolinska institutet i Solna i medicinsk epidemiologi på en avhandling om förekomsten av autism hos barn till äldre fäder. Hon har därefter varit forskare vid samma lärosäte. 
År 2013 startade Emma Frans en blogg och senare började hon medverka på Twitter. Den 8 januari 2020 hade radiopodden Hjärta & Hjärna premiär på UR, där hon tillsammans med radiojournalisten Maja Åström lättsamt synar olika påståenden. Programmet sänds även i Sveriges Radio P4 och tilldelades 2020 Guldörat för "Årets radioprogram".
År 2017 tilldelades hon Stora Journalistpriset i kategorin "Årets röst". Juryns motivering löd: "För att hon så underhållande tar striden mot faktaresistensen och med vetenskaplig skärpa avslöjar nätets seglivade myter". Samma år utsågs hon av Föreningen Vetenskap och Folkbildning till Årets folkbildare "för sin förmåga att på ett pedagogiskt och humoristiskt sätt sprida kunskap och förklara myter och missförstånd kring vetenskap." År 2019 utsåg även Studieförbundet Vuxenskolan henne till Årets folkbildare "för sitt arbete mot desinformation och faktaresistens, bland annat genom Vetenskapskollen i Svenska Dagbladet".
År 2018 utsågs hon av Alice Bah Kuhnke till en av tre "demokratiambassadörer" att ingå i regeringens demokratikommitté inför uppmärksammandet av "Demokrati 100 år" år 2021.
År 2019 var hon värd för Sommar i P1. Hon har även medverkat som programledare för programserier på Sveriges Television som den vetenskapsanalyserande Nobelstudion 2019 och framtidsanalysprogrammet Framtiden runt hörnet tillsammans med David Sundin 2020 och är återkommande gäst i Morgonstudion.

## Utmärkelser
- 2017 – Stora Journalistpriset, "Årets röst"
- 2017 – Årets folkbildare, Föreningen Vetenskap och Folkbildning[11]
- 2018 – "Demokratiambassadör" för "Demokratin 100 år", Regeringskansliet
- 2019 – Årets folkbildare, Studieförbundet Vuxenskolan[12]
- 2020 – Guldörat för "Årets radioprogram", Hjärta & Hjärna
- 2021 – H.M. Konungens medalj av guld i 8:e storleken med Serafimerordens band[17]